# Майков, Василий Иванович
Васи́лий Ива́нович Ма́йков (1728, Ярославль — 17 [28] июня 1778, Москва) — русский поэт и драматург, крупнейший в русской литературе мастер ироикомической поэмы.

## Биография

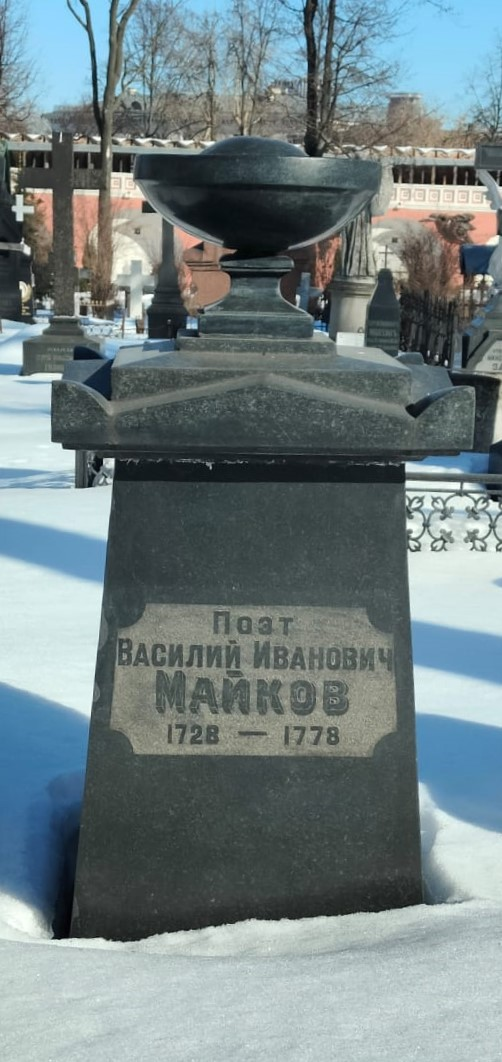
Надгробный памятник на Донском кладбище

Принадлежал к старинному дворянскому роду Майковых. Родился в 1728 году в семье ярославского помещика капитан-поручика лейб-гвардии Семёновского полка Ивана Степановича Майкова, имевшего небольшое имение под Ярославлем и дом в самом городе, где и воспитывался Василий. Недолго и неприлежно учился в Петербургской академической гимназии. Служил в Семёновском полку в 1747—1761 годах, но не усердно, против него даже было возбуждено «дело о нерадении» по службе.
Получил весьма ограниченное домашнее образование, не знал ни одного иностранного языка; стихотворное переложение «Военной науки» Фридриха II (М., 1767; 2 изд. 1787) и «Превращений» Овидия сделал с чужого прозаического перевода. Недостаток образования Майков восполнил впоследствии общением с Сумароковым, Херасковым и др.
Выйдя в отставку «на своё пропитание гвардии капитаном», вернулся в Ярославль. 25 мая 1763 года преподнёс посетившей город Екатерине II «Оду на прибытие её величества из Москвы в Ярославль». Начал сотрудничать в журналах Хераскова «Полезное увеселение» и «Свободные часы». В 1763 году прославился поэмой «Игрок ломбера», трижды переиздававшейся при его жизни.
В 1766 году занял должность товарища московского генерал-губернатора. Принимал участие в работе Комиссии по составлению нового уложения. Затем был прокурором Военной коллегии. Стал членом Вольного экономического общества.
Был масоном. В 1775 году занимал должность великого провинциального секретаря Провинциальной великой ложи. В Москве сошёлся со Шварцем и способствовал знакомству последнего с Новиковым, в сатирическом журнале которого («Трутень») он также сотрудничал; но масонство не отразилось в произведениях Майкова.
Служил главным членом конторы Мастерской и Оружейной палаты. В 1771 году в Москве пытался завести полотняную мануфактуру, но в этом ему помешала эпидемия чумы. Вынужденный оставить службу, он поселился в Москве, где и прожил последние годы.
Умер скоропостижно 17 (28) июня 1778 года. Похоронен на Донском кладбище в Москве. После смерти Майкова остались вдова (Татьяна Васильевна, урождённая Мельгунова) и дети: два сына и четыре дочери.

## Творчество
Среди первых литературных опытов Майкова – подражательная «Ода на прибытие Её Величества из Москвы в Ярославль 1763 года», которую он преподнёс Екатерине II во время её визита – 25 мая. 
Написал значительное количество од, духовных стихотворений и др. лирических пьес, по всем требованиям ложноклассической пиитики; но не без стремления к простоте в постройке стихотворной фразы. Иногда он пользовался мотивами народности и современной действительности; так, например, в оду «Война» (1773) поэт включил жалобу земли к Богу на грешников — мотив, заимствованный им из народных духовных стихов. Сочетание столь разнородных элементов ставит лирические произведения Майкова на рубеже между двумя периодами русской лирики XVIII века, нашедшими себе типическое выражение в одах Ломоносова, с одной, и в поэзии Державина — с другой.
В драматических сочинениях Майков хотя и подражал Сумарокову, но не остановился на героической трагедии (например, «Агриопа», М., 1775; 2 изд. М., 1787), а написал в духе «комических опер» того времени пастушескую драму с музыкой «Деревенский праздник, или Увенчанная добродетель» (М., 1777), в которой изображал русских крестьян аркадскими пастушками во вкусе Флориана. Наиболее талантливые произведения Майкова — его комические поэмы («Игрок ломбера», 1762; 3 изд. М., 1774; «Елисей, или Раздраженный Вакх», 1771; 2 изд. М., 1788), басни и сказки, которые по содержанию и духу соприкасаются с рукописной народно-повествовательной литературой, переводной и заимствованной, но отчасти и оригинальной, зародившеюся в России в XVII веке. В поэме «Игрок ломбера» рассказывается о проигравшемся в карты дворянине, который попал на Олимп, населённый игральными картами. Героем поэмы «Елисей» является ямщик, которого Вакх, раздражённый на откупщиков за дороговизну вина, избирает орудием своего мщения. Поэма повествует о буйных и крайне цинических похождениях Елисея, напоминая по временам те рассказы о женской прелести, которые нередко встречаются в повествовательных сборниках XVII—XVIII веков. Бесстыдство описания заслоняет основную сатирическую струю поэмы.
В баснях Майкова («Нравоучительные басни и сказки») намечен ряд типов из живой действительности: тип русского барина-помещика (басни «Повар и портной», «Неосновательная боязнь», «Господин со слугами в опасности жизни») с его любовью к роскоши, чванством, самодурством и тупым эгоизмом, и тип русского простолюдина (басни «О хулителе чужих дел», «Общество» и другие) с его сметливостью, наивной верой в счастливый случай, любовью к тяжёлому труду над «пашенкой святой». Черты этого типа обрисованы Майковым с живым сочувствием.
Сочинения Майкова очень ценились современниками, как видно из отзыва в словаре Новикова. Следующее поколение находило их низкими и грубыми, что и выразилось в одной эпиграмме И. И. Хемницера. Мало-помалу сочинения Майкова спустились, по словам М. А. Дмитриева, в «особый, не высший круг читателей».

## Издания
«Сочинения» Майкова издавались в Петербурге в 1809, потом в 1867 году, под редакцией П. А. Ефремова и с биографическим очерком Л. Н. Майкова, вышедшим тогда же отдельно, а впоследствии перепечатанным в его сборнике «Очерки из истории русской литературы XVII и XVIII в.» (СПб., 1889), а также в «Русской поэзии» С. А. Венгерова (вып. II, СПб., 1893), вместе с более выдающимися произведениями поэта. В 1966 году были изданы избранные произведения.